# Портер, Родни
Родни Роберт По́ртер (англ. Rodney Robert Porter; 8 октября 1917, Ньютон-ле-Уиллоус — 7 сентября 1985, около Винчестера) — английский биохимик, лауреат Нобелевской премии по физиологии или медицине в 1972 году.
Член Лондонского королевского общества (1964), иностранный член Национальной академии наук США (1972).

## Биография
Родни Роберт Портер родился 8 октября 1917 года в Ньютон-ле-Уиллоус (Ланкашир, Англия).
В 1973 году, за существенный вклад в науку, учёный был награждён Королевской медалью Лондонского королевского общества.
Родни Роберт Портер умер 7 сентября 1985 года близ Винчестера (Хэмпшир, Англия).

## Награды
- 1966 — Международная премия Гайрднера
- 1972 — Нобелевская премия по физиологии и медицине совместно с Джералдом Эдельманом, «За открытия, касающиеся химической структуры антител.»
- 1973 — Королевская медаль
- 1983 — Медаль Копли
- 1985 — Орден Кавалеров Почёта[7]